# هنري فالكون
هنري فالكون فونتس (بالإسبانية: Henri Falcón)‏ (ولد في 19 يونيو 1961) هو سياسي فنزويلي وعسكري سابق، وكان عمدة باركيسيميتو لمدة سنتين متتاليتين، ورئيس بلدية إريبارين ما بين (2000 - 2008) وحاكم ولاية لارا (2008-2017). وكان من أنصار الرئيس الفنزويلي هوغو تشافيز قبل أن ينشق عن الحزب الاشتراكي الحاكم في عام 2010، وينتقل إلى معسكر المعارضة. ورشّح نفسه منصب الرئاسة في الانتخابات الرئاسية الفنزويلية عام 2018 عن حزب حزب الطليعة التقدمية (فنزويلا).